# Agostino Racalbuto
Agostino Racalbuto (Catania, 29 settembre 1948 – Padova, 4 marzo 2005) è stato uno psicoanalista italiano di derivazione freudiana.

## Biografia
Direttore della "Rivista di psicoanalisi", docente dal 1987 di Psicologia Dinamica presso l'Università di Padova, Psicoanalista ordinario con funzioni di training della Società Psicoanalitica Italiana.
Si specializzò in Neuropsichiatria Infantile, e fu un profondo conoscitore delle problematiche dell'adolescenza; è stato Presidente del Centro Veneto di Psicoanalisi.
A testimonianza della connessione mente-corpo, nel libro Tra il Fare e il Dire egli ha teorizzato che il pensiero nasce dalle tracce mnestiche di vissuti corporei libidico-emotivi, quindi da esperienze fisiche e sensoriali. Egli definisce questa modalità di conoscenza "carnale"; si tratta di un funzionamento di tipo preverbale, affettivo-sensoriale, che precede, e su cui si fonda, il funzionamento mentale. Tale funzionamento, basato non sulla parola ma sugli affetti-sensazioni, è di importanza basilare per la psicoterapia, e può essere colto dall'analista non solo in modo razionale, ma soprattutto attraverso il controtransfert.
Tra i suoi testi, I percorsi del simbolo e Tra il fare e il dire, ambedue pubblicati da Cortina Editore.
È scomparso a soli 56 anni per un aneurisma cerebrale.

## Pubblicazioni
- Maestri e allievi, trasmissione del sapere in psicoanalisi, a cura di Maria Pierri, Agostino Racalbuto, Milano, Franco Angeli, 2001.
- Al di là delle parole in psicoanalisi, Padova, Liviana, 1983.
- Tra il fare e il dire: l'esperienza dell'inconscio e del non verbale in psicoanalisi, Milano, Raffaello Cortina, 1994.
- Tolleranza e intolleranza, di a cura di Giorgio Sacerdoti, Agostino Racalbuto, Milano, Bollati Boringhieri, 1995.
- Differenza, indifferenza, differimento, (in coll. con Giorgio Sacerdoti), Milano, Masson, 1997.
- Il piacere offuscato: lutto, depressione, disperazione nell'infanzia e nell'adolescenza, a cura di Agostino Racalbuto, Emilia Ferruzza, Roma, Edizioni Borla, 1999.

| Controllo di autorità | VIAF (EN) 29750087 · ISNI (EN) 0000 0000 6158 520X · SBN CFIV056189 · LCCN (EN) no88003848 · GND (DE) 14056165X · BNF (FR) cb14427234c (data) |